# Коста Вале Иманя
Ко̀ста Ва̀ле Има̀ня (на италиански: Costa Valle Imagna; на ломбардски: Costa, Коста) е село и община в Северна Италия, провинция Бергамо, регион Ломбардия. Разположено е на 1014 m надморска височина. Населението на общината е 589 души (към 2017 г.).